# Laufzeit (Technik)
Die Laufzeit ist eine technische Angabe, welche die Zeit, die seit der Aktivierung eines Systems oder einer Anlage vergangen ist, angibt.
Hierbei kann die Angabe genauer spezifiziert werden:
- die Zeit, die seit der ersten Aktivierung vergangen ist; wird auch als Gesamtlaufzeit bezeichnet
- die Zeit, die zwischen zwei definierten Zeitpunkten verstreicht (z. B. von Start bis Ende der Wiedergabe einer CD oder eines Musiktitels darauf)
- die Zeit, die seit dem letzten Stillstand verstrichen ist; siehe Uptime (oder „Klardauer“), Gegensatz: Downtime („Unklardauer“)[1]
- eine statistisch ermittelte Zeitangabe, die die Lebensdauer der Anlage beschreibt

Die Angabe der Laufzeiten einer Anlage bzw. Systems ist insbesondere für deren Wartung von Interesse und gilt als Indikator für das Qualitätsmerkmal ‚Zuverlässigkeit‘ einer Einheit.